# ناغانو (محافظة)
محافظة ناغانو ((باليابانية: 長野県)، ناغانو-كين) هي إحدى محافظات اليابان تقع في منطقة تشوبو في جزيرة هونشو. عاصمتها مدينة ناغانو.

## تاريخ
تأسست محافظة ناغانو في فترة سنغوكو باسم محافظة شينانو وقسمت بين عدد من الدايميو.
في عام 1998 استضافت ناغانو الألعاب الأولمبية الشتوية لعام 1998، مما أطلق لها شهرة عالمية وسهل في تشغيل خط الشينكانسن لربطها مع طوكيو.

## جغرافيا
تغطي الجبال معظم مساحة المحافظة حيث يوجد فيها 9 جبال من بين 12 أعلى جبل في اليابان، وليس للمحافظة أي إطلالة على البحر.

### المدن
هناك تسع عشر مدينة في محافظة ناغانو:
| - أزومينو - تشيكوما - تشينو - إييدا - إيياما - إنا - كوماغانه | - كومورو - ماتسوموتو - ناغانو (العاصمة) - ناكانو - أوكايا - أوماتشي | - ساكو - شيوجيري - سوا - سوزاكا - تومي - أويدا |

## أماكن سياحية
- قلعة ماتسوموتو
- بحيرة سوا

## توأمة
لناغانو (محافظة) اتفاقيات توأمة مع كل من:
- ميزوري (1 أبريل 1965 - )[6]
- خبي (11 نوفمبر 1983 - )[7]

## أعلام
- يوشيكو كواشيما
- شوهي كامارا
- يوشياكي شيمجو

## وصلات خارجية
- موقع محافظة ناغانو